# Пикк, Беренд
Беренд Пикк (нем. Behrendt (Behrend) Pick, 21 декабря 1861—4 мая 1940) — немецкий нумизмат, специалист по античной нумизматике и классической философии. Начиная с 1896 года занимал должность профессора археологии Йенского университета, а в 1899—1934 годах был директором монетного кабинета Готы, коллекцию монет и медалей которого Пикку удалось увеличить более, чем на 35 тысяч штук.
Медали с портретами Беренда Пикка изготовили медальеры Т. Спайсер-Симсон (в 1906 году) и Б. Айерман (в 1921 году).
В 1935 году Пикк получил медаль Королевского нумизматического общества.

## Основные работы
- Die antiken Münzen von Dacien und Moesien.2 Teile/ Mitautor von Teil 2 Renling. /Die antiken Münzen Nord-Griechenlands Bd.— Berlin, 1898, Bd. 1.
- Die Arbeiten des Gothaer Stempelschneiders Ferdinand Helfricht.— Gotha, 1916.
- Die Münzkunde in der Altertumswissenschaft.— Stuttgart und Gotha, 1922.
- Der Brakteatenfund von Gotha 1900/ Mitautor H. Buchenau — München, 1928.
- Das Herzogliche Münzkabinett.— Gotha. 1933.